# Poynting-Robertson-Effekt
Der Poynting-Robertson-Effekt (nach John Henry Poynting und Howard P. Robertson, die ihn in der ersten Hälfte des 20. Jahrhunderts theoretisch vorhersagten) resultiert aus dem Strahlungsdruck, den die Sonnenstrahlung auf die interplanetare Materie ausübt, und bewirkt, dass sich die Umlaufbahnen kleiner Teilchen immer mehr der Sonne annähern.

## Erklärung

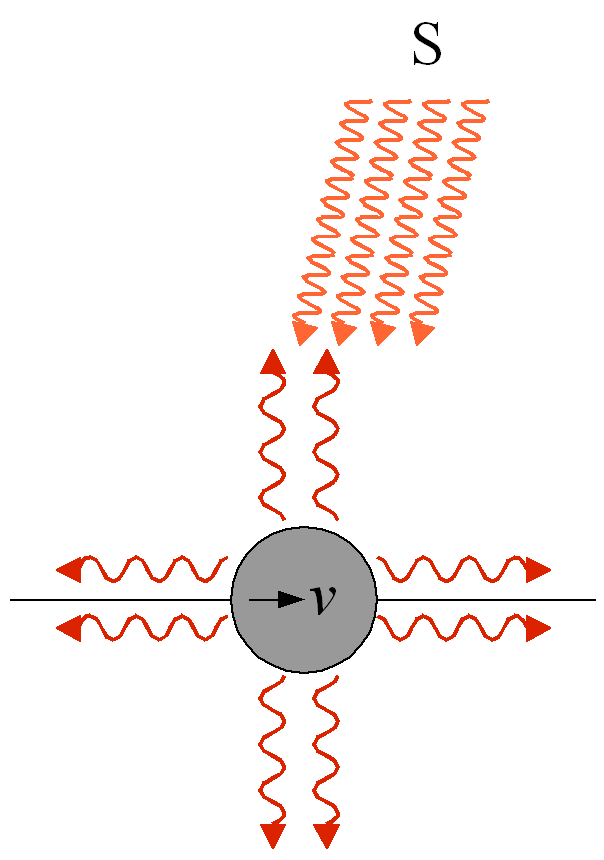
Poynting-Robertson-Effekt vom bewegten Teilchen aus gesehen (stark übertrieben gezeichnet).
S: Sonne
v: Bewegungsrichtung des Teilchens

Wegen der Eigenbewegung auf ihrer Umlaufbahn um die Sonne sehen alle Körper die von der Sonne eintreffende Strahlung um einen kleinen Winkel von schräg vorne kommend (siehe auch Aberration) und werden deswegen durch den Strahlungsdruck abgebremst, d. h., ihr spezifischer Bahndrehimpuls und ihre spezifische Bahnenergie verringern sich.
Dabei wird angenommen, dass die Abgabe der Energie durch Wärmestrahlung im Ruhesystem des Körpers isotrop, also in alle Richtungen gleich, erfolgt; dann wirkt sich die abgegebene Strahlung nicht auf die Bewegung aus (im Gegensatz zum Jarkowski-Effekt).
Der Strahlungsdruck in radialer Richtung, also quer zur Bewegungsrichtung des Körpers, ist wesentlich höher als die der Bewegung entgegenwirkende Komponente. Über eine Umlaufbahn gemittelt, wirkt sich die radiale Komponente jedoch nicht aus, weil damit keine Änderung des spezifischen Bahndrehimpulses verbunden ist. Nur wenn der radiale Strahlungsdruck mit der Stärke der Gravitationskraft, also der Anziehung durch die Sonne, vergleichbar wird, kommt es zu geringfügigen Modifikationen der Bahn, die jedoch statisch ist und sich nicht auf die Dynamik des Poynting-Robertson-Effekts auswirkt. Sobald der radiale Strahlungsdruck die Anziehung durch die Sonne überwindet, kommt keine Umlaufbahn um die Sonne zustande und das Teilchen wird durch den Strahlungsdruck aus dem Sonnensystem getrieben. Dies betrifft extrem kleine Teilchen.

## Auswirkungen auf die interplanetare Materie
Während der Poynting-Robertson-Effekt bei größeren Körpern vernachlässigbar ist, werden insbesondere die kleinen Partikel des interplanetaren Staubs (ca. 1 Millimeter und kleiner) durch ihn beeinflusst. Durch den Verlust spezifischer Bahnenergie werden ihre Bahnen um die Sonne immer enger und nähern sich ihr in einer Spiralbahn. Ein Teilchen von 1 Mikrometer Radius benötigt z. B. aus dem Gürtel der Kleinplaneten rund 10.000 Jahre.
Die Teilchen verdampfen oder zerfallen in kleinere Teilchen, bevor sie die Sonne erreichen, werden dann zu klein für den P-R-Effekt und durch den Strahlungsdruck radial von der Sonne weggedrängt. Die dauernde Nachschubquelle für interplanetare Materie wird in der Auflösung von Kometen und dem Zerfall von Kleinplaneten gesehen.

## Historisches
Poynting erklärte den Effekt auf Basis der heute als falsch erkannten Äthertheorie (‚Reibung‘ der vom Teilchen isotropen Wärmestrahlung am Äther). Robertson behandelte den Effekt allgemein-relativistisch korrekt, aber auch die nicht allgemein-relativistische Herleitung führt im Rahmen der Näherung v≪c zum gleichen Ergebnis. Entscheidend ist allein die Impulsübertragung der Photonen der Sonnenstrahlung auf das Staubteilchen, und zwar – wie oben schon erwähnt – die entgegen der Bahnrichtung wirkende Komponente.

## Sichtweise eines ruhenden Beobachters

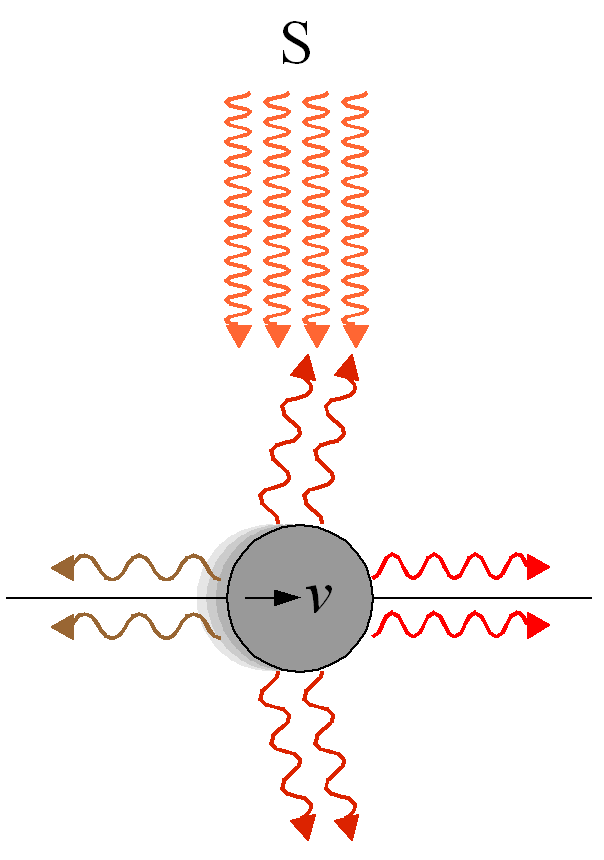
Poynting-Robertson-Effekt von einem ruhenden Beobachter aus gesehen.

Immer wieder taucht zur Erklärung des Bremseffektes die Erklärung auf, die vom Staubteilchen in Bewegungsrichtung abgestrahlten Photonen hätten (von einem ruhenden Beobachter aus gesehen) höhere Energie als die entgegen der Bewegungsrichtung abgestrahlten, und dadurch würde das Teilchen abgebremst. In dieser Form ist die Erklärung, die vermutlich auf Poyntings falscher Ableitung (1903) beruht, falsch. Die richtige Erklärung bei Betrachtung aus Sicht eines ruhenden Beobachters, d. h. eines Beobachters, der sich gegenüber der Sonne nicht bewegt, ist komplizierter:
Bei der Absorption eines Photons wird der Impuls des Photons auf das Teilchen übertragen. Dieser Impuls hat die Richtung des Photons, also bei einer Kreisbahn genau senkrecht zur Bewegungsrichtung. Das heißt, der Impuls des Photons verändert nicht den Impuls des Teilchens in seiner Bewegungsrichtung. Das Photon gibt jedoch nicht nur seinen Impuls, sondern auch seine Energie an das Teilchen ab. Gemäß der Masse-Energie-Äquivalenz in der speziellen Relativitätstheorie steigt dadurch die Masse des Teilchens. Wegen der Erhaltung des Impulses {\displaystyle m{\vec {v}}} sinkt dabei die Geschwindigkeit des Teilchens.
Bei der Emission der Energie als Wärmestrahlung wird im System des ruhenden Beobachters auf Grund des Dopplereffekts tatsächlich nach vorne mehr Strahlungsenergie und damit auch mehr Impuls abgegeben als nach hinten. Dadurch wird der Impuls des Teilchens reduziert, gleichzeitig sinkt wegen der Energieabgabe aber auch die Masse. Die Geschwindigkeit des Teilchens bleibt dabei unverändert. Man kommt also auch in diesem Bezugssystem zum Schluss, dass sich die Geschwindigkeit bei der Absorption des Photons und nicht bei der Abstrahlung der Energie verringert.